# Carphephorus
Carphephorus là một chi thực vật có hoa trong họ Cúc (Asteraceae).

## Loài
Chi Carphephorus gồm các loài: